# Complexe du Messie

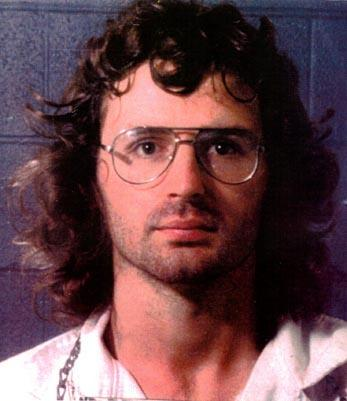
Mug shot de David Koresh

Un complexe du Messie (aussi connu comme complexe du Christ ou complexe du sauveur) est un état de l'esprit dans lequel un individu détient la croyance qu'il est, ou qu'il est destiné à devenir, un sauveur.
Le terme « complexe du Messie » n'apparaît pas dans le Manuel diagnostique et statistique des troubles mentaux ; ce n'est ni un terme clinique, ni un trouble diagnostiquable, cependant les symptômes de la maladie ressemblent étroitement à celles retrouvées chez les personnes souffrant de délires ou d'illusions de grandeurs. 
Cette forme de croyance est le plus souvent rapportée chez les patients souffrant de troubles bipolaires et de schizophrénie. 
Quand un complexe du Messie se manifeste chez une personne religieuse après une visite à Jérusalem, elle peut être identifiée comme une psychose connue sous l'appellation de « syndrome de Jérusalem » ou syndrome du voyageur .